# Джон Ортіс
Джон Ортіс (англ. John Ortiz; нар. 23 березня 1969), Бруклін, Нью-Йорк, США) — американський актор пуерто-ріканського походження.

## Біографія
Ортіс народився і виріс в районі Бушуїк у Брукліні (Нью-Йорк). В даний час проживає в Каліфорнії з дружиною Дженніфер і сином Клементе..
У 2003 році Ортіс дебютував на Бродвеї в п'єсі Ніло Круса «Анна в тропіках», яка отримала Пулітцерівську премію. .
У 2014 році Ортіс отримав одну з центральних ролей у серіалі ABC «Американський злочин».

## Фільмографія
| Рік       |   | Українська назва                    | Оригінальна назва                 | Роль                             |
| --------- | - | ----------------------------------- | --------------------------------- | -------------------------------- |
| 1992—2008 | с | Закон і порядок                     | Law & Order                       | Роберто Мартінес / Віктор Варгас |
| 1993      | ф | Шлях Карліто                        | Carlito's Way                     | Гуахіро                          |
| 1993      | ф | Італійське кіно                     | Italian Movie                     | Сесар                            |
| 1996      | ф | Сержант Білко                       | Sgt. Bilko                        | спеціаліст Луїс Клементе         |
| 1996      | ф | Викуп                               | Ransom                            | Роберто                          |
| 1997      | с | Дотик ангела                        | Touched by an Angel               | Нікі                             |
| 1997      | ф | Амістад                             | Amistad                           | Монте                            |
| 2000      | ф | Відступники                         | The Opportunists                  | Ісмаїл Еспіноса                  |
| 2000      | ф | Поки не настане ніч                 | Before Night Falls                | Хуанн Абреу                      |
| 2001      | ф | Зіткнення у Нью-Йорку               | 3 A.M.                            | Эктор                            |
| 2002      | ф | Наркобарон                          | Narc                              | Октавіо Руїс                     |
| 2004      | с | Закон і порядок: Спеціальний корпус | Law & Order: Special Victims Unit | офіцер Серменьо                  |
| 2006      | ф | Поліція Маямі: Відділ моралі        | Miami Vice                        | Хосе Йеро                        |
| 2006      | ф | Співак                              | El Cantante                       | Віллі Колон                      |
| 2006      | ф | Тримай ритм                         | Take the Lead                     | містер Темпл                     |
| 2007      | ф | Чужі проти Хижака: Реквієм          | Aliens vs. Predator: Requiem      | Моралес                          |
| 2007      | с | C.S.I.: Місце злочину Маямі         | CSI: Miami                        | Габріель Сото                    |
| 2007      | ф | Гангстер                            | American Gangster                 | Хав'єр Джей Рів'єра              |
| 2008      | ф | Гордість і слава                    | Pride and Glory                   | Рубен Сантьяго                   |
| 2009      | ф | Форсаж 4                            | Fast & Furious                    | Артуро Брага / Рамон Кампос      |
| 2009      | ф | Джонні Д.                           | Public Enemies                    | Філ Д'Андреа                     |
| 2009      | с | Медіум                              | Medium                            | агент Даніель Муньос             |
| 2010      | ф | Джек вирушає у плавання             | Jack Goes Boating                 | Клайд                            |
| 2011—2012 | с | Удача                               | Luck                              | Туро Ескаланте                   |
| 2012      | ф | Мій хлопець - псих                  | Silver Linings Playbook           | Ронні                            |
| 2013      | ф | Форсаж 6                            | Fast & Furious 6                  | Артуро Брага                     |
| 2014      | с | Рейк                                | Rake                              | Бен Леон                         |
| 2014      | ф | Брудні гроші                        | The Drop                          | детектив Торрес                  |
| 2015      | ф | Кібер                               | Blackhat                          | Генрі Поллак                     |
| 2015      | ф | Проти шторму                        | The Finest Hours                  | Уоллес Куайрі                    |
| 2017      | ф | Життя і мета собаки                 | A Dog's Purpose                   | Карлос Руїс                      |
| 2017      | ф | Конг: Острів Черепа                 | Kong: Skull Island                | Віктор Нівес                     |
| 2017      | ф | Красиво піти                        | Going In Style                    | Хесус                            |
| 2018      | ф | Парадокс Кловерфілда                | The Cloverfield Paradox           | Монк Акоста                      |
| 2018      | ф | Бамблбі                             | Bumblebee: The Movie              | Доктор Пауелл                    |
| 2019      | ф | До зірок                            | Ad Astra                          | генерал Рівас                    |
| 2020      | ф |                                     | Horse Girl                        | Рон                              |
| 2020      | с | Месія                               | Messiah                           | Фелікс Ігуеро                    |
| 2021      | ф | Наслідки                            | The Fallout                       | Карлос Кавелл                    |
| 2022      | с |                                     | Promised Land                     | Джо Сандовал                     |
| 2023      | ф | Чистильник басейнів                 | Poolman                           | Вейн                             |
| 2025      | ф | Ніхто 2                             | Nobody 2                          | Генрі                            |
| 2026      | ф | В череві кита                       | Whalefall                         |                                  |